# Cerkev sv. Jakoba, Ponikve
Cerkev sv. Jakoba na Ponikvi stoji vzhodno od vasi na vrhu griča, poraslega z gozdom, travniki in vinsko trto in se po cerkvi imenuje sv. Jakob. Na grič vodi strma in ozka cesta iz vasi Ponikve, ki leži pod hribom na zahodni strani cerkve, na vzhodu pa se že končuje vas Brezje pri Veliki Dolini. Od cerkve sega razgled v smeri Brezja proti Zagrebu. Okrog nje je obzidano pokopališče, ki ga še vedno urejajo. Celotni hribček je v cerkveni lasti.
Kot večina cerkev tudi cerkev sv. Jakoba stoji v smeri V-Z. Posvečena je sv. Jakobu, ki je bil je eden izmed 12 apostolov, mučen in ubit v Jeruzalemu. Kasneje pa so njegove posmrtne ostanke pipeljali v Španijo v Santiago de Compostelo, kjer je njegov grob.